# امیل نول
امیل نول (انگلیسی: Emil Noll؛ زادهٔ ۲۱ نوامبر ۱۹۷۸) بازیکن فوتبال اهل آلمان است.
از باشگاه‌هایی که در آن بازی کرده‌است می‌توان به باشگاه فوتبال پادربورن، باشگاه فوتبال فادوتس، باشگاه فوتبال اف‌اس‌وی فرانکفورت، باشگاه فوتبال وی‌اف‌آر آلن، باشگاه فوتبال آلمانیا آخن، و باشگاه فوتبال پوگون شچچین اشاره کرد.